# Alameda Civic Ballet
Грађански балет Аламеде (енгл. Alameda Civic Ballet, АЦБ) плесна је школа из Аламеде у Калифорнији, САД. Школу је основала директорка уметности Абре Рудисил 2003. године. Школа је остварила ц статус добротворне организације у новембру 2004. године. Ова установа заједно са Аламеда Балетском Академијом (АБА) се ослања на Рудисилино двадесетогодишнње искуство прве балерине и госпође балета и балерине Оакланда. Она жели да настави да преноси њен уметнички род на младе у заливској области Сан Франциска.

## Важни датуми
- Јун 2003.- деби наступ на Аудиторијуму у Аламеди, Калифорнија изведен од стране Дегас играча инспирисаних сликама Дегаса.
- Новембар 2003.- наступ Дегас играча у Палати Легије Ужаса у Сан Франциску, Калифорнија.
- фебруар 2004.- учесници у Граса гала наступ Festive Les Bons Temps ("Добра времена") уз пратњу музике Зидеко / Кајун Кинга, Том Ригнеј.
- Децембар 2004.- Nutcracker наступ је распродат пет пута.

## Компанија
Играчи "Alameda Civic Ballet" (у мају 2010)
Чланови компаније:
- Џенифер Бил
- Камерон Бин
- Јасмин Милер
- Мишел Џекобсен
- Фиона Марфи
- Александра Том

Главни играч:
- Дејвид Хенри

Остали играчи:
- Рејчел Фалкнер
- Катарина Хановер
- Алексис Џекобсен
- Ерин МекБрајд
- Ерин Нацарели
- Лили Пигот
- Изабел Саксти
- Марико Стенстедт
- Ханако Тајра